# Les Animals (album)
Albums de Mano Solo
La Marche Album Live
(2002) In the Garden
(2007)
Pour les articles homonymes, voir Les Animals.
Les Animals est le 5e album de Mano Solo.

## Liste des chansons
| No  | Titre                                 | Durée |
| --- | ------------------------------------- | ----- |
| 1.  | Savane                                | 4:00  |
| 2.  | Paris avance                          | 3:36  |
| 3.  | Animals                               | 3:41  |
| 4.  | Du vent                               | 3:28  |
| 5.  | Je n'y peux rien                      | 2:31  |
| 6.  | Les Rêves du cœur                     | 2:58  |
| 7.  | L'aventure                            | 2:27  |
| 8.  | Rien n'est à toi                      | 3:24  |
| 9.  | Barrio Barbes (avec Balbino Medellin) | 4:45  |
| 10. | Moi j'y crois                         | 2:28  |
| 11. | Botzaris (avec Têtes Raides)          | 3:51  |
| 12. | La Suie                               | 2:46  |
| 13. | Sentiments                            | 3:24  |